# The Cockeyed Cowboys of Calico County
The Cockeyed Cowboys of Calico County is een Amerikaanse komische western uit 1970 onder regie van Anton Leader en Ranald MacDougall, die ook het scenario schreef. De hoofdrollen worden vertolkt door Dan Blocker en Nanette Fabray.

## Verhaal
Charley Bicker is een verlegen, naïeve smid die op zoek is naar een bruid. Hij begint in het geheim te corresponderen met postorderbruid Ellen en stuurt haar al zijn spaargeld voor een treinkaartje naar het stadje Calico. Zijn huwelijksplannen lekken echter uit en op de dag dat hij zijn bruid gaat afhalen aan het station staat er een menigte hem op te wachten.
Wanneer Ellen niet in de trein zit, voelt Charley zich compleet vernederd en beslist hij om het stadje te verlaten. De dorpelingen zijn in paniek want Charley is immers de enige smid in de wijde omtrek en ze kunnen niet zonder hem. Er wordt besloten te zeggen dat Charley's postorderbruid in de verkeerde stad is uitgestapt en met de postkoets zal arriveren. Ze moeten dan wel iemand vinden die zich kan voordoen als postorderbruid en ermee instemt om na een paar dagen tegen Charley te zeggen dat ze van gedachten veranderd is. De keuze valt op barmeid Sadie, die relatie heeft met de ziekelijk jaloerse Roger. Aanvankelijk weigert ze mee te werken, maar ze gaat uiteindelijk akkoord omdat ze denkt dat de nette dames in de stad daardoor niet meer op haar zullen neerkijken.
Charley en Sadie ontmoeten elkaar en ze is gecharmeerd door zijn zachtaardige inborst en de manier waarop hij haar behandelt. Hij vertelt haar dat hij een huis voor hen heeft opgeknapt om in te wonen, als ze met hem wil trouwen. Wanneer ze het huis bezoeken krijgt Sadie gewetenswroeging en zegt ze dat hij een goed mens is, maar dat ze niet met hem kan trouwen omdat ze geen goede reputatie heeft.
In de saloon ontdekt Roger ondertussen dat er iets gaande is tussen Sadie en Charley en hij zweert wraak te nemen op de smid. De stamgasten trekken echter hun pistolen en zeggen hem de stad te verlaten, maar Roger wil niet vertrekken zonder Sadie. De sheriff verneemt dat premiejager Kittrick in de stad is om de bandiet Panama Jack te vangen. Hij vervalst een opsporingsbericht om Panama Jack op Roger te laten lijken en iedereen in de saloon doet alsof Roger Panama Jack is. Kittrick begint op Roger te schieten, die op een paard springt en de stad ontvlucht, op de hielen gezeten door Kittrick.
Sadie keert terug naar de saloon en begint schaars gekleed aan een optreden. Charley zit in zak en as, maar wanneer hij verneemt hoeveel Sadie om hem geeft, gaat hij naar de saloon en vertelt haar dat ze diezelfde dag gaan trouwen.

## Trivia
- De film was oorspronkelijk bedoeld als televisiefilm, maar er werd besloten hem in de bioscopen uit te brengen.[1]
- Dit was Blockers laatste rol, naast zijn langlopende rol als Hoss Cartwright in Bonanza, voordat hij in mei 1972 overleed.